# Bakenhori
Bakenhori (Diener des Horus) war ein altägyptischer Würdenträger, der bisher mit Sicherheit nur von seinem Grab in Sakkara bekannt ist. Bakenhori lebte in der Regierungszeit von Pharao Ramses II. (etwa 1279 bis 1213 v. Chr.).
Bakenhori trug verschiedene Titel. Er war wahrer geliebter Schreiber des Königs (Sš-n-mrwt-m3ˁ = Sesch-en-en-merut-maa), Vorsteher der Wab-Priester und Chef in der Bestattungswerkstatt (Pr-nfr = Per-nefer). Seine Gemahlin Tabaket war Sängerin des Amun, der inmitten der Insel ist.
Sein Grab wurde 2022 zufällig entdeckt, nachdem Regen den Eingang zum Teil freigelegt hatte. Beim Grab handelt es sich um eine in den Fels gehauene Anlage. Sie hat einen Vorhof, der mit zwei Pfeilern dekoriert ist, und eine dahinter liegende, in den Fels gehauene Kultkapelle, die ebenfalls mit Pfeilern geschmückt ist. Die Wände des Hofes und der Kapelle sind mit Reliefs dekoriert, die Bakenhori und seine Gemahlin zeigen.